# Вжосувка (Нижньосілезьке воєводство)
Вжосувка (пол. Wrzosówka) — село в Польщі, у гміні Льондек-Здруй Клодзького повіту Нижньосілезького воєводства.
У 1975-1998 роках село належало до Валбжиського воєводства.